# Steve Rosenberg
Steven Barnett Rosenberg (* 5. April 1968 in Epping (Essex)) ist ein britischer Journalist. Ab 2003 arbeitete er als Moskau-Korrespondent für die Nachrichtenabteilung der BBC. Von 2006 bis 2010 war er Korrespondent in Berlin. Danach kehrte er nach Russland zurück. Seit 2022 ist außerdem der zuständige Redakteur bei BBC News für Russland.

## Biografie
Schon als Schüler arbeitete Steven Rosenberg in den Sommerferien für die BBC. Nach der Schule studierte er erfolgreich Russistik an der University of Leeds. Danach zog er nach Moskau und unterrichtete dort Englisch an der Staatlichen Technologischen Universität „Stankin“ Moskau. Danach arbeitete er als Producer für CBS News und kehrte 2003 zur BBC zurück.
Rosenberg arbeitet heute als einer der letzten Korrespondenten großer westlicher Medien innerhalb Russlands. Seiner eigenen Meinung nach lässt die russischer Regierung ihn in dieser Position gewähren, um ihre Indifferenz gegenüber der Weltöffentlichkeit zum Ausdruck zu bringen.
Bei der Pressekonferenz anlässlich der BRICS-Plus-Konferenz 2024 wurde Rosenberg von Dmitri Peskow als letzter Fragesteller aufgerufen. Auf die Frage Rosenbergs, wie die artikulierten Sicherheitsinteressen Russlands sich zum Kriegsgeschehen verhalten, das inzwischen auch auf russischem Boden ausgetragen wird, entgegnete Wladimir Putin, dass der Verlust an relativer Sicherheit trotz allem eine Verbesserung darstelle gegenüber der Situation vor dem Ukraine-Krieg, als Russland durch die westlichen Staaten permanent „auf seinen Platz gewiesen“ wurde. Putin widersprach damit vielfältigen eigenen Äußerungen, in denen er die vermeintlichen Sicherheitsinteressen Russlands als oberstes Politikziel genannt hatte.

## Privatleben
Rosenberg wuchs in Chingford auf. Sein Urgroßvater Chaim Gnessin stammte aus Schklou im heutigen Belarus. Rosenberg ist jüdischen Glaubens. Er ist ein versierter Pianist und setzt sein Klavierspiel beizeiten auch in TV-Formaten ein. Im Jahr 2013 begleitete er Michail Gorbatschow am Flügel und spielte für ihn Moskauer Nächte, Dunkel ist die Nacht und Ein nebliger Morgen. Er bekennt sich als Fan des Eurovision Song Contests.